# Martin Sköld

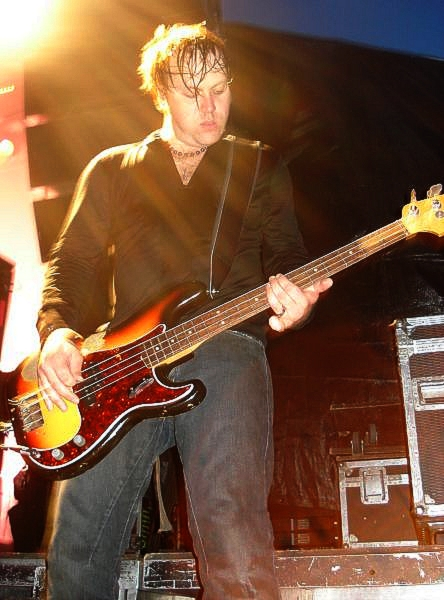
Martin Sköld (koncert Kent, Eskilstuna 12.07.08)

Harry Per Martin Sköld (ur. 2 października 1970 w Sparreholm) – szwedzki muzyk. Gra na basie w szwedzkim zespole rockowym Kent.
Razem z Martinem Landqvistem tworzy projekt o nazwie Peking Laundry. Martin mieszkał przez długi czas w Sztokholmie, jednak przeniósł się z powrotem do Sparreholm.